# Joseph Wright (americký malíř)
Joseph Wright (16. července 1756, Bordentown, New Jersey – 13. září 1793, Filadelfie, Pensylvánie) byl americký malíř portrétista narozený v Bordentownu v New Jersey. Koncem 17. století pracoval pro mincovnu Spojených států. Pravděpodobně buď on nebo Henry Voigt navrhli design Liberty Cap Cent. Většina historiků a numismatiků dnes připisuje návrh amerického centu z roku 1793 Wrightovi. Ten také pravděpodobně navrhl v roce 1792 design čtvrtdolaru. Joseph Wright byl také původní volbou George Washingtona na místo hlavního rytce mincovny Spojených států, bohužel zemřel dříve než byl do funkce jmenován.

## Životopis
Jeho matka Patience Wright, často považovaná za první americkou sochařku, vedla v New Yorku studio pro uměleckou práci s voskem. V roce 1772 se Patience přestěhovala do Londýna, aby si zde otevřela ateliér. O šest let později, v roce 1775, se Joseph připojil v Anglii ke své matce a stal se prvním studentem amerického původu, který se zapsal na Royal Academy of Arts, kde 6 let studoval. V prosinci 1778 získal stříbrnou medaili za „nejlepší model akademické figury“. V roce 1780 způsobil na Akademii skandál. Vystavil portrét své matky vyřezávající voskovou hlavu krále Karla II. Stuarta, zatímco busty krále Jiřího III. a jeho ženy, královny Šarloty Meklenbursko-Střelické přihlížejí.
V roce 1781 Wright a jeho matka odcestovali do Paříže. Tam Wright namaloval několik portrétů Benjamina Franklina. Po sedmi letech pobytu v Evropě se Wright v roce 1782 vrátil do Ameriky, kde jako první ze dvou umělců vyrobil sádrový portrét George Washingtona. Thomas Jefferson si Wrightova portrétu Washingtona velmi cenil. „Neváhám prohlásit Wrightovu kresbu za lepší podobu generála než kresbu Charlese Willsona Pealeho“ napsal v roce 1795.
Když se George Washington stal 1. prezidentem Spojených států spolu se státním tajemníkem Thomasem Jeffersonem usilovně hledali talentované evropské rytce, aby navrhli první americké mince. V Evropě nikoho vhodného nenašli a tak se nakonec rozhodli, že neoficiálním rytcem nově založené mincovny ve Filadelfii ve druhé polovině roku 1792 se stane Wright. V srpnu 1793 byl Joseph označen za mincovního „prvního kreslíře a designéra“. Wright byl zodpovědný za návrhy velkého i malého Liberty Cap. Tyto návrhy byly založeny na líci medaile Libertas Americana, kterou pravděpodobně navrhl Wright. Jeho výtvory jsou velké odrůdy Cent z roku 1793.

## Svatba a smrt
Dne 5. prosince 1789 se Wright ve Filadelfii oženil se Sarah Vandervoordt. Měli tři děti, Sarah, Josepha a Harriet. Wright a jeho manželka zemřeli pravděpodobně při epidemii žluté horečky ve Filadelfii, která město postihla v roce 1793.

## Galerie

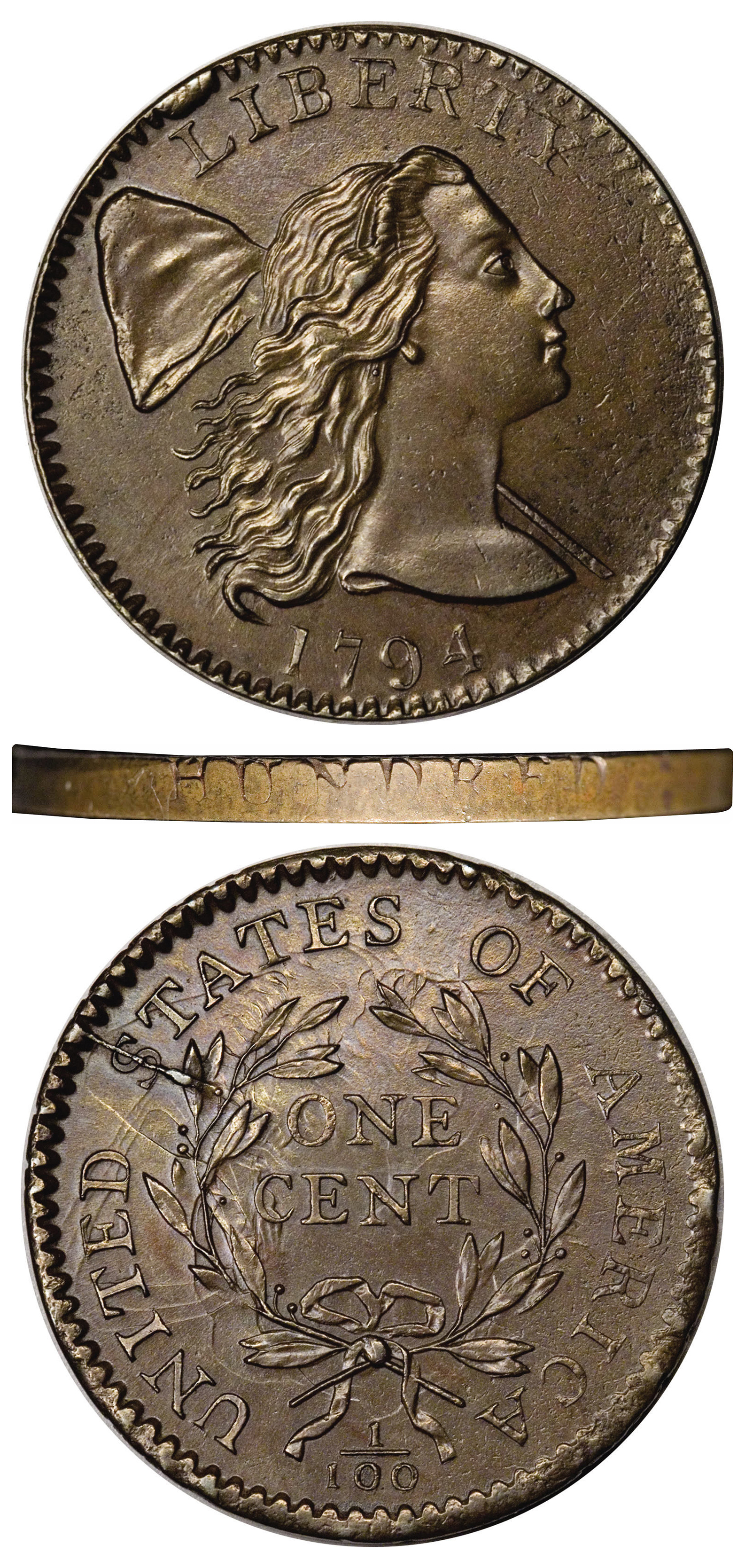
Liberty Cap (velký cent), mincovna Spojených států od roku 1793 do roku 1796. Na minci je vyobrazení bohyně svobody a frygická čapka.
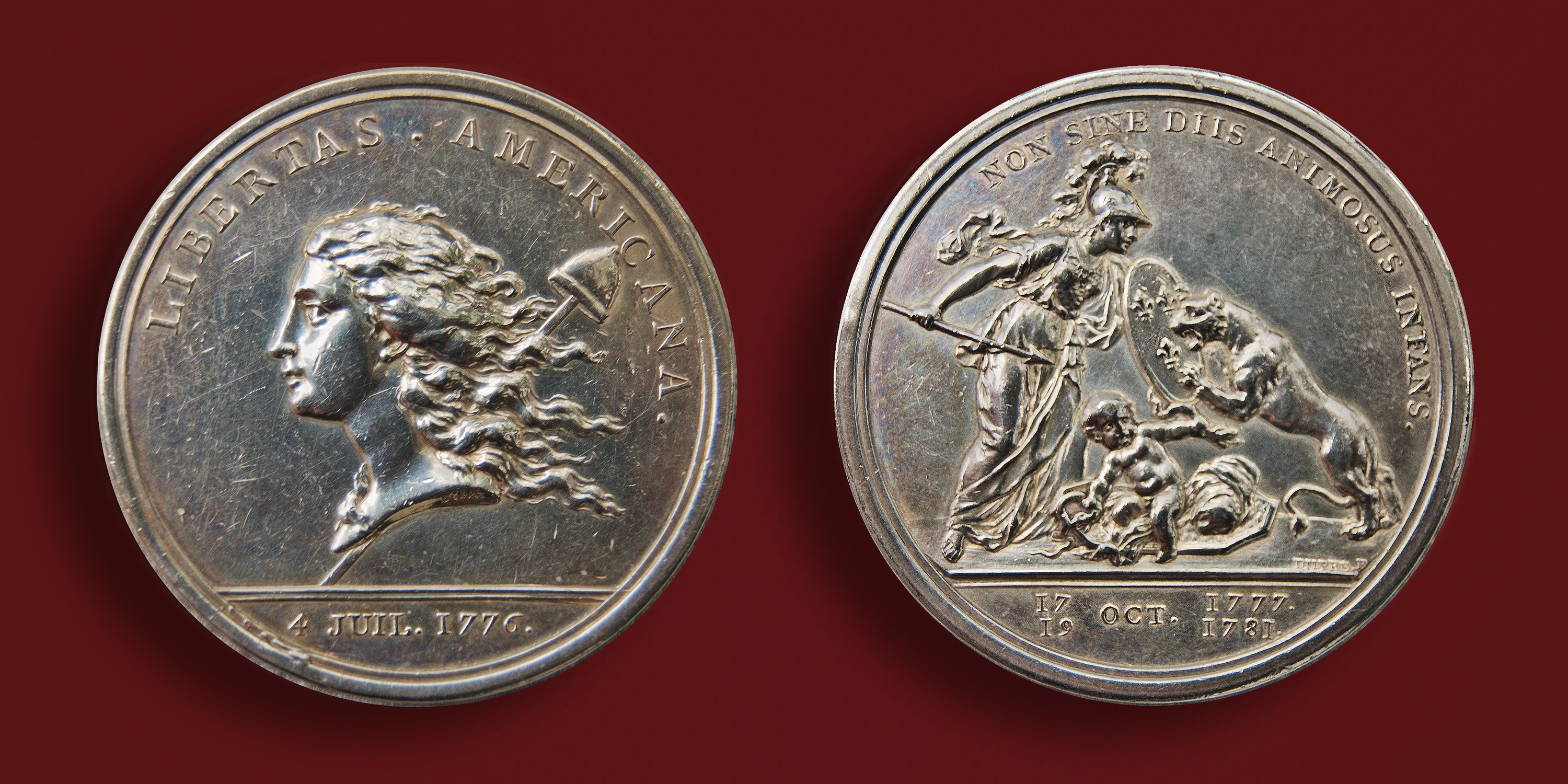
Libertas Americana, medaile vydaná na památku americké revoluce. Byla částečně navržena Benjaminem Franklinem.